# Charis (geslacht)
Charis is een geslacht van vlinders uit de familie van de prachtvlinders (Riodinidae), onderfamilie Riodininae.
Charis werd in 1819 voor het eerst wetenschappelijk beschreven door Hübner.

## Soorten
Charis omvat de volgende soorten:
- C. acanthoides (Herrich-Schäffer, 1853)
- C. acantus (Stoll, 1781)
- C. aerigera (Stichel, 1910)
- C. amastus Doubleday, 1847
- C. amphissa Doubleday, 1847
- C. anius (Cramer, 1776)
- C. aphanis (Stichel, 1910)
- C. argyrea Bates, 1868
- C. cadytis Hewitson, 1866
- C. caryatis Hewitson, 1866
- C. cleonus (Cramer, 1781)
- C. craspediodonta Dyar, 1916
- C. chelonis Hewitson, 1866
- C. chrysus (Stoll, 1781)
- C. estrada (Schaus, 1928)
- C. gamelia (Godman & Salvin, 1886)
- C. gyas (Cramer, 1775)
- C. gynaea (Latreille & Godart, 1824)
- C. hermodora Felder, 1861
- C. hesiona Doubleday, 1847
- C. ismena (Doubleday, 1847)
- C. jessa (Boisduval, 1836)
- C. ocellata (Hewitson, 1967)
- C. perimela Doubleday, 1847
- C. psaros (Godman & Salvin, 1886)
- C. subtessellata Schaus, 1913
- C. theodora Felder, 1862
- C. turrialbensis Schaus, 1913
- C. xanthosa (Stichel, 1910)